# 황현주 (모델)
황현주(1992년 2월 4일 ~ )는 대한민국의 모델이다.

## 생애
황현주는 서울예술고등학교 무용과, 서울대학교 체육교육과를 졸업했으며 2010년에 열린 슈퍼모델 선발대회에서 슈퍼모델 카파(Kappa)상을 수상했다. 2012년에 방송된 SBS 드라마 《패션왕》에서는 단역 배우로 출연하여 이재훈의 회사 디자인팀 사원 역할을 맡았고 2013년에는 온 스타일에서 방송된 텔레비전 프로그램 《도전! 수퍼모델 코리아》 시즌 4에서는 2위를 차지했다.
황현주는 처음에는 발레를 좋아해서 발레리나가 되기를 원했지만 몸이 뻣뻣하고 신체 조건이 맞지 않는다는 지적을 받게 되면서 모델로 전향하게 된다. 2015년에는 JTBC에서 방송된 텔레비전 프로그램 《연쇄쇼핑가족》에서 제씨 역할을 맡았고 서강대학교 메리홀에서 상연된 연극 《유민가》에서 분조 역할을 맡았다.
황현주는 2017년에 미국 뉴욕에서 모델 활동을 진행했고 2018년에는 이탈리아 밀라노에서 모델 활동을 진행했다. 2019년 11월에는 대한민국 출신 모델로는 최초로 《스포츠 일러스트레이티드 수영복 특집》의 모델로 출연하는 영예를 안았다.